# Leila Pereira
Leila Mejdalani Pereira (Cambuci,11 de noviembre de 1964) es una empresaria, abogada, periodista y dirigente deportiva brasileña. Es conocida por presidir la financiera Crefisa y por su rol como presidente del club Pameiras desde 2021. Inició su vinculación con el club en 2015, cuando Crefisa y Faculdade das Américas se convirtieron en patrocinadores de Palmeiras, siendo ella asesora antes de asumir la presidencia. Bajo su gestión, el club logró dos títulos de la Copa Libertadores de América y tres campeonatos del Campeonato Brasileño de Serie A. En 2022, Forbes la incluyó en su lista como la quinta mujer más rica de Brasil.

## Biografía
Leila nació en Cambuciy creció en Cabo Frio, Río de Janeiro, siendo hija de una familia de clase media.Sus hermanos siguieron la carrera de medicina, mientras que Leila fue criada para ser ama de casa y tener hijos.Sin embargo, en contra de los deseos de su padre y con el apoyo de su madre, se mudó a Río de Janeiro para asistir a la universidad.
Ingresó a la facultad de periodismo de la Universidad Estácio de Sáy realizó una pasantía en la Rede Manchete. Trabajó poco tiempo como periodista, pero tuvo su primer contacto con el deporte cuando participó en la cobertura del Mundial de 1990.
Cuando estudiaba periodismo, Leila conoció al empresario José Roberto Lamacchia, fundador de Crefisa, durante una fiesta de carnaval en Ipanema.
Comenzó a estudiar Derecho graduándose en la Universidad Cândido Mendes. En 1996 se mudó a São Paulo en 1996 e intentó ser jueza pero no superó las oposiciones y acabó abriendo un bufete de abogados. Leila y José Roberto Lamacchia se casaron en 1999.
Comenzó a trabajar en Crefisa en el año 2000, ayudando con los procesos legales de la empresa. En 2008 asumió la dirección de la misma y del Centro Universitário das Américas (FAM).

### Asociación con Palmeiras

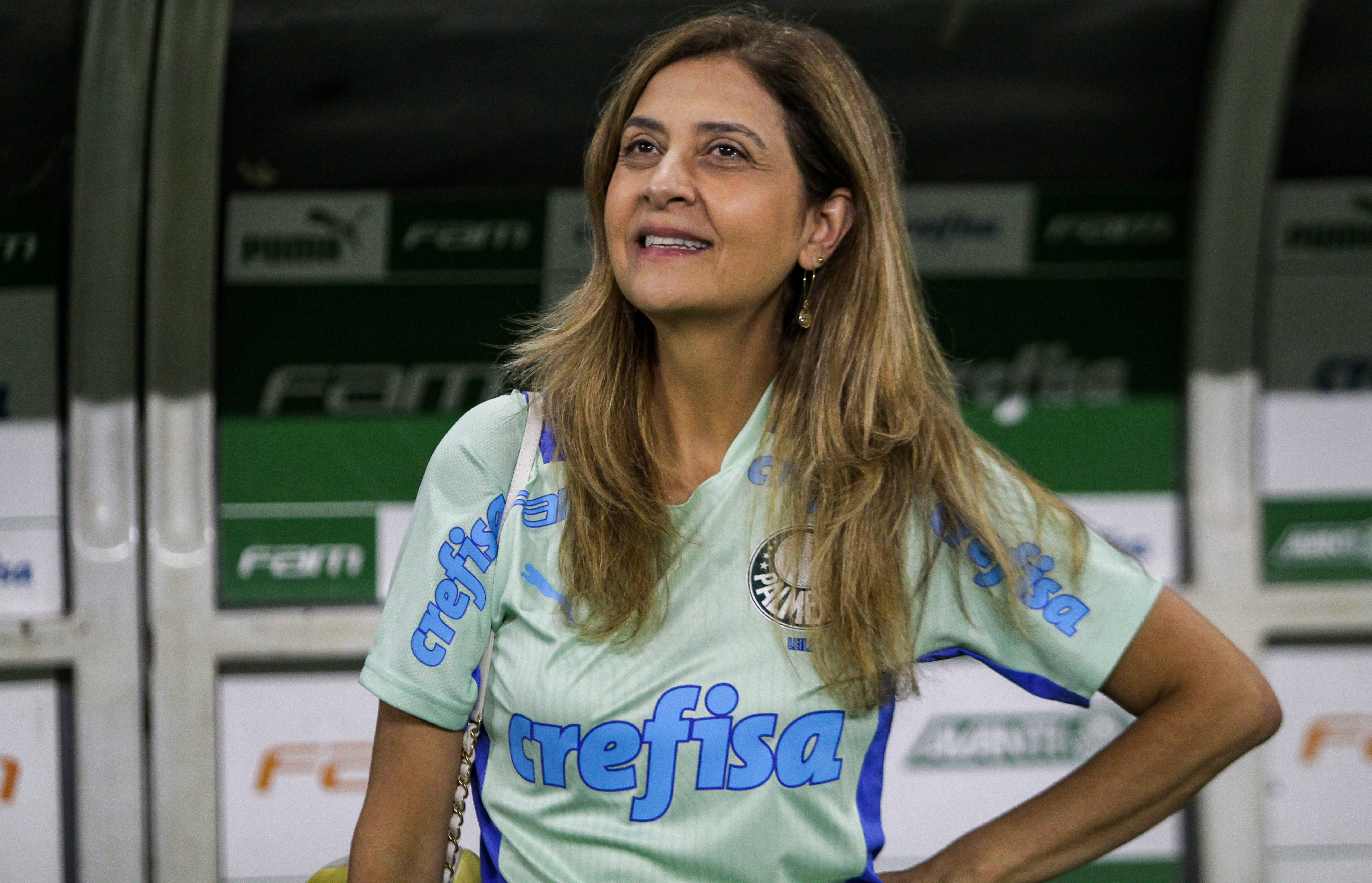
Leila Pereira en 2022

En 2015 Leila empezó a patrocinar al Palmeiras. Uno de los primeros grandes movimientos en el patrocinio del club por parte de Crefisa fue el fichaje del delantero Dudu, comprado por aproximadamente 35 millones de reales gracias a una aportación de la financiera.
En ese momento, Palmeiras venía de una temporada conflictiva. El club pasó 2014 luchando contra el descenso, escapando en la última ronda. En 2015, en el primer año de colaboración con Crefisa, alviverde había ganado la Copa de Brasil.
En 2017 pasó a ser asesora del club. Gracias a una carta del expresidente Mustafá Contursi, pudo acreditar que contaba con un título de socio desde 1996, lo que lo habilitaba para competir por una de las vacantes. Con 250 votos, acabó recibiendo la mayor cantidad de votos en las elecciones para el consejo de Palmeiras.
Para seguir con una buena relación, Crefisa transfirió 70 boletos a Contursi. Sin embargo, en 2017, los fiscales sospecharon que estas entradas se estaban vendiendo, lo que sería ilegal. El caso terminó archivándose por falta de pruebas, pero la relación entre Contursi y Crefisa se rompió.
Desde entonces, Palmeiras ha sumado más logros. Hubo dos Campeonatos Brasileños (2016 y 2018), el Campeonato Paulista 2020 y la Copa Libertadores da América 2020.

### Presidencia del club
El 20 de noviembre de 2021, en una votación con boleta única, Leila fue elegida la 40.ª presidenta en la historia del club, siendo la primera mujer: recibió 1.897 votos de los socios de un total de 2.141.

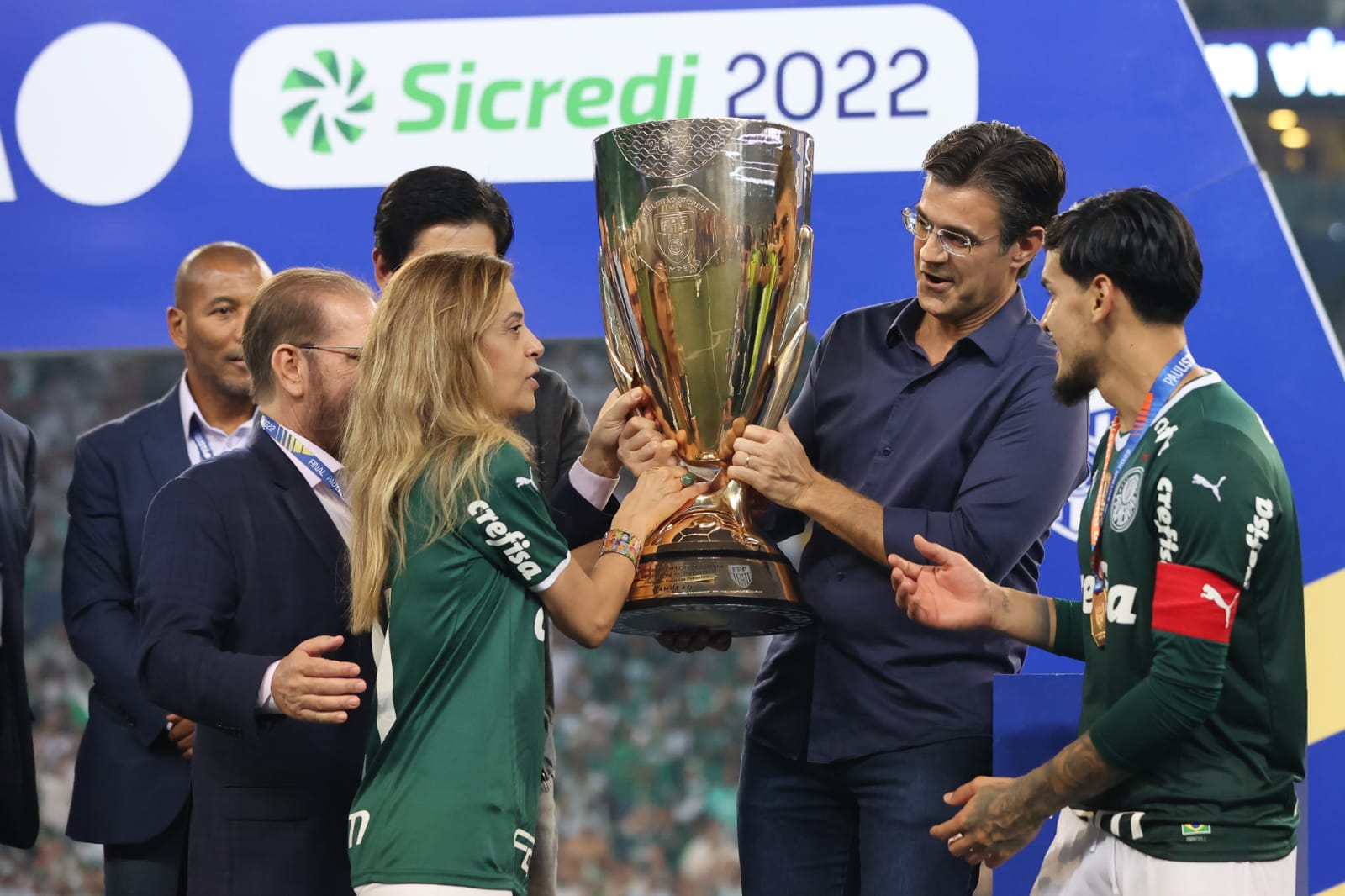
Leila Pereira recibe la copa del Campeonato Paulista de manos del entonces gobernador Rodrigo García

A pesar de tener actualmente una fuerte conexión con el club de fútbol de São Paulo, siendo patrocinadora y presidenta, curiosamente Leila apoyó a otro club de fútbol antes de la asociación: Vasco da Gama.
Poco después de ganar la presidencia, Leila celebró otro título para Palmeiras: la Copa Libertadores de América 2021. El mandato de Leila Pereira al frente del club comenzó el 15 de diciembre de 2021.
Su primer año como presidenta del Palmeiras estuvo marcado por la conquista del Campeonato Brasileño de Fútbol 2022, la Recopa Sudamericana y el Campeonato Paulista. En categoría femenina, Alviverde ganó la Libertadores y el Campeonato Paulista. El club también tuvo éxito a nivel juvenil, con títulos en la Copa de Fútbol Junior de São Paulo, el Campeonato Brasileño Sub-20 y el Campeonato Brasileño Sub-17.